# Ilie Nisan
Ilie Nisan (nume real: Nison Ihilevici Șehtman, în rusă Нисон Ильич Шехтман; n. 1921, Galați, România – d. 3 mai 2018, Beer Șeva, Israel) a fost un muzicolog, critic muzical și profesor sovietic moldovean și israelian. A fost membru al Uniunii Compozitorilor din URSS și o voce importantă în promovarea muzicii moldovenești, în special a operei lui Ștefan Neaga.

## Biografie
S-a născut în Galați într-o familie evreiască originară din Chișinău. Tatăl său, Ihil Șehtman, deținea o agenție de brokeraj vamal, iar mama sa, Rivka Rabinovici, era casnică. A urmat cursurile unei gimnazii evreiești în Galați, iar din 1934, după mutarea familiei la București, a continuat educația în sistemul gimnazial românesc.
După anexarea Basarabiei de către URSS în 1940, familia s-a întors la Chișinău, iar Ilie Nisan a fost admis la cursurile pregătitoare ale Conservatorului de Muzică din oraș. În timpul războiului a fost evacuat în Fergana, iar în perioada 1944–1945 a urmat studii muzicale la un tehnicum din regiunea Moscovei.
În 1947 s-a întors la Chișinău, unde a reluat studiile la Conservatorul de Muzică, în clasa de oboi a profesorului Mihail Furman. A absolvit în 1952, specializându-se în teoria și istoria muzicii.
Timp de peste 30 de ani (din 1949), a predat la Școala de Muzică „Ștefan Neaga” din Chișinău. A colaborat cu Radioul și Televiziunea din RSS Moldovenească, susținând emisiuni în limbile rusă și română. A publicat articole de critică muzicală sub pseudonimul Ilie Nisan și a fost activ ca lector public.
Membru al Uniunii Compozitorilor din URSS, între 1966–1977 a făcut parte din conducerea Uniunii Compozitorilor din Moldova, fiind președinte al secției de critică muzicală.
În 1977 a emigrat în Israel, stabilindu-se la Beer Șeva, unde a predat la o școală de muzică, un seminar pedagogic și la Universitatea Ben-Gurion.

## Familie
- Soție: Bella Leonidovna Șehtman (născută Ruderman, n. 1931), inginer chimist.
- Copii:
  - Mihail (n. 1953), programator
  - Leonid (n. 1955), inginer mecanic
  - Anatolie (n. 1959), programator

## Lucrări
- Ștefan Neaga. Chișinău: Moldgiz, 1949
- Ștefan Neaga: compozitor moldovean (1900–1951). Moscova: Compozitorul sovietic, 1959
- Ștefan Neaga: viața și opera. Chișinău: Cartea Moldovenească, 1966
- Literatura muzicală occidentală. Chișinău: Lumina, 1968 – 223 pagini